# Železniško postajališče Pristava
Železniško postajališče Pristava je eno izmed železniških postajališč v Sloveniji, ki oskrbuje bližnje naselje Dol pri Pristavi.